# Anatomia prawdy
Anatomia prawdy (ang. Body of Proof) jest amerykańskim dramatem medycznym. Serial telewizyjny twórców Christophera Murpheya "The Karate Kid, Matthew Grossa "Dirty Sexy Money" oraz Sunila Nayara "CSI: Miami" gdzie Dana Delany, znana z serialu "Gotowe na wszystko", wciela się w główną rolę. W Polsce produkcja studia ABC, należącego do The Walt Disney Company, ma mieć premierę przed jej premierą amerykańską za pośrednictwem Fox Life. Od 3 stycznia 2013 serial pokazywany jest również na antenie TVP 1.
W dniu 13 maja 2011 r., serial został odnowiony na drugi sezon. W dniu 11 maja 2012 r., serial został odnowiony na trzeci sezon. 10 maja 2013 ABC anulowało serial po trzech sezonach.

## Opis fabuły
Dr Megan Hunt (Dana Delany), która kiedyś była jednym z najlepszych neurochirurgów w kraju, po dramatycznym wypadku samochodowym musi zacząć wszystko od nowa. Podejmuje pracę lekarza sądowego. Pomimo iż ciężko jest jej zerwać ze starymi nawykami, pomaga w odnajdywaniu prawdy i przyczyn zgonów ofiar oraz ujawnianiu kto był odpowiedzialny za ich śmierć. Do rozwiązywania zagadek kryminalnych często stosuje niekonwencjonalne metody, które nie zawsze podobają się jej przełożonym. Niestety jest gadułą i często zapomina gdzie kończy się jej praca, a gdzie zaczyna dyskretny świat policji.

## Obsada
LEGENDA:

    Główna rola.

    Drugoplanowa rola (6 odcinków i wzwyż).

    Gościnna rola (do 5 odcinków).

    Postać się nie pojawiła.

### Główna
- Dana Delany − Dr Megan Hunt
- Jeri Ryan − Dr Kate Murphy
- Geoffrey Arend − Dr Ethan Gross
- Windell D. Middlebrooks − Dr Curtis Brumfield

| Aktor              | Postać                  | Sezon 1    | Sezon 2 | Sezon 3 |
| ------------------ | ----------------------- | ---------- | ------- | ------- |
| John Carroll Lynch | Detektyw Bud Morris     |            |         |         |
| Sonja Sohn         | Detektyw Samantha Baker |            |         |         |
| Nicholas Bishop    | Peter Dunlop            |            |         |         |
| Mary Mouser        | Lacey Fleming           | 5 występów |         |         |
| Elyes Gabel        | Adam Lucas              |            |         |         |
| Mark Valley        | Tommy Sullivan          |            |         |         |

### Drugoplanowa i gościnna
| Aktor              | Postać        | Sezon 1     | Sezon 2    | Sezon 3    |
| ------------------ | ------------- | ----------- | ---------- | ---------- |
| Jeffrey Nordling   | Todd Fleming  | 3 występy   | 5 występów |            |
| Cliff Curtis       | Derek Ames    |             | odc. 3 i 7 |            |
| Jamie Bamber       | Aiden Wells   | 3 występy   |            |            |
| Nathalie Kelley    | Dani Alvarez  | 10 występów |            |            |
| Joanna Cassidy     | Joan Hunt     | 2 występy   | 6 występów | 6 występów |
| Richard Burgi      | Dan Russell   |             |            | 6 występów |
| Annie Wersching    | Yvonne Kurtz  | odc. 1 i 2  |            |            |
| Lorraine Toussaint | Angela Martin | 4 występy   |            |            |

## Lista odcinków
| Seria | Liczba odcinków | Premiera amerykańska    | Emisja w Polsce         |
| ----- | --------------- | ----------------------- | ----------------------- |
| 1     | 9               | 29.03.2011 – 27.09.2011 | 23.02.2011 – 21.05.2011 |
| 2     | 20              | 20.09.2011 – 10.04.2012 | 26.10.2011 – 18.04.2012 |
| 3     | 13              | 05.02.2013 – 28.05.2013 | 07.03.2013 – 30.05.2013 |